# Miguel Ángel Benito
Miguel Ángel Benito Díez (León, 21 de septiembre de 1993) es un ciclista español que fue profesional de 2014 a 2018. 
Debutó como profesional con el equipo Caja Rural-Seguros RGA en la temporada 2015 tras haber estado en el filial del equipo (Caja Rural-Seguros RGA amateur) durante tres años, donde consiguió la segunda posición de la Copa de España de Ciclismo en la temporada 2014. 
El 21 de enero de 2019 anunció su retirada del ciclismo tras cuatro temporadas como profesional y con 25 años de edad.

## Palmarés
2014 (como amateur)
- Vuelta a Palencia